# Pallasova mačka
Pallasova mačka (lat. Otocolobus manul) je sisavac iz reda zvijeri i porodice Felidae. Pripada monotipskom rodu Otocolobus.
Ime je dobila po njemačkom znanstveniku Peteru Pallasu, koji je otkrio ovu vrstu na obali Kaspijskog jezera u 18. stoljeću.

## Izgled
Pallasova mačka je veličine domaće mačke, s 46 do 65 cm dugim tijelom i 21 do 31 cm dugim repom. Teži 2,5 do 4,5 kg. Ima zdepasto držanje i dugo, gusto krzno. Ono je boje okera s tamnim okomitim prugama na torzu i prednjim nogama. Zimsko krzno je sivije i ima manje pjega od ljetnog krzna. Ima crne krugove na repu i tamne mrlje na čelu. Obrazi su bijeli s uskim crnim prugama u kutovima očiju. Brada i grlo su također bijeli. Noge su proporcionalno kraće, nego kod drugih mačaka. Uši su postavljene vrlo nisko i razmaknute su. Ima neobično kratke pandže. Lice ima spljošten izgled u odnosu na druge mačke. 

## Rasprostranjenost
Vrsta je prisutna u državama kao što su: Rusija, Azerbajdžan, Afganistan, Indija, Iran, Armenija, Kazahstan, Kina, Kirgistan, Mongolija, Pakistan, Tadžikistan, Turkmenistan i Uzbekistan.

## Ugroženost
Ova vrsta je na nižem stupnju opasnosti od izumiranja, i smatra se skoro ugroženim taksonom. Upisana je u međunarodnu i rusku crvenu listu. Populacija ove vrste se smanjuje.

## Vanjske poveznice
Ostali projekti
|  | Zajednički poslužitelj ima stranicu o temi Pallasova mačka    |
|  | Zajednički poslužitelj ima još gradiva o temi Pallasova mačka |
|  | Wikivrste imaju podatke o taksonu Pallasova mačka             |